# Glaresis orientalis
Glaresis orientalis es una especie de coleóptero de la familia Glaresidae.

## Distribución geográfica
Habita en Siberia y Mongolia.